# Discectomia

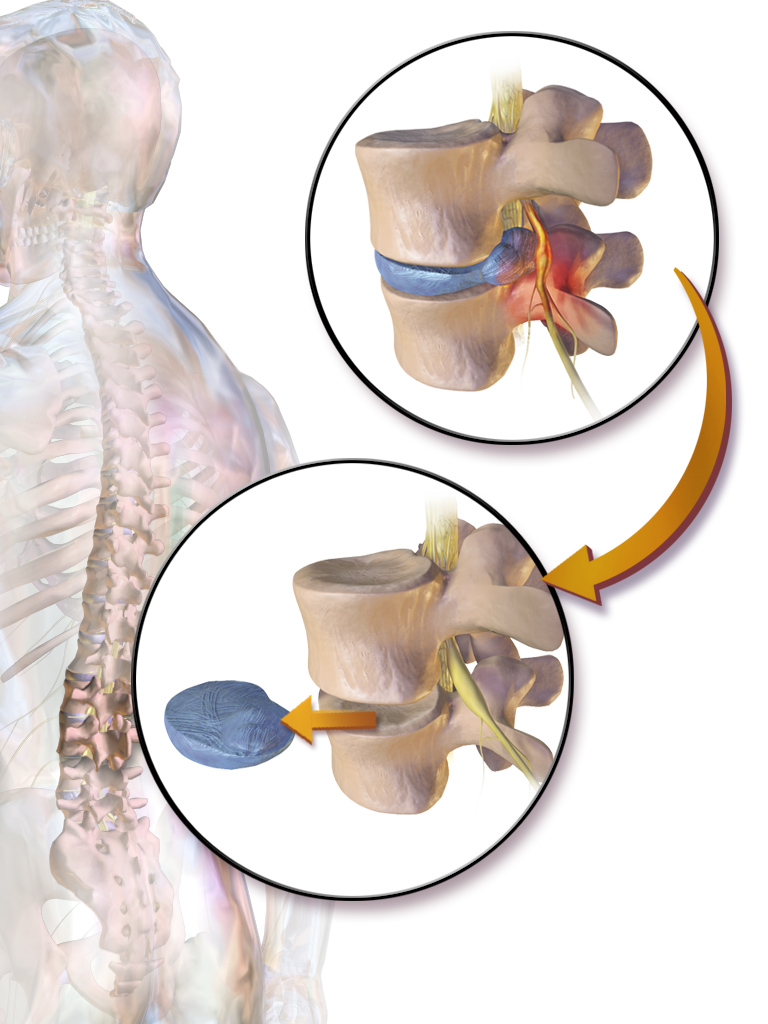
Ilustração que descreve uma discectomia cirúrgica

Uma discectomia (também chamada de discectomia aberta, se feita através de uma abertura de pele de meia polegada ou mais) é a remoção cirúrgica de material anormal do disco que pressiona uma raiz nervosa ou a medula espinhal. O procedimento envolve a remoção de uma parte do disco intervertebral, que causa dor, fraqueza ou dormência, estressando a medula espinhal ou irradiando nervos. A discectomia aberta tradicional, ou técnica de Love, foi publicada por Ross e Love em 1971. Os avanços produziram melhorias na visualização dos procedimentos tradicionais de discectomia (por exemplo, microdiscectomia, uma discectomia aberta usando um microscópio externo normalmente feito por uma abertura de pele de uma polegada ou mais) ou discectomia endoscópica (o escopo passa internamente e geralmente é realizado por uma abertura de pele de dois milímetros ou maiores, até doze milímetros). Em conjunto com a discectomia ou microdiscectomia tradicional, uma laminotomia é frequentemente envolvida para permitir o acesso ao disco intervertebral. Laminotomia significa que uma quantidade significativa de osso normalmente normal (a lâmina) é removida da vértebra, permitindo que o cirurgião veja e acesse melhor a área de hérnia de disco.

## Discectomia endoscópica
A discectomia endoscópica pequena ou ultra pequena (chamada discectomia nanoendoscópica) não possui corte interno ou remoção óssea e, devido ao tamanho pequeno, não é chamada de "aberta". Esses procedimentos não causam síndrome pós-laminectomia (ou síndrome da falha cirúrgica da coluna).

## Microdiscectomia
Microdiscectomia é uma operação da coluna aberta (corte) na qual uma porção do núcleo pulposo da hérnia é removida por meio de um instrumento cirúrgico, enquanto se usa um microscópio operacional externo para iluminação e ampliação.[carece de fontes?] Esses procedimentos quase sempre têm remoção óssea e, portanto, podem causar a síndrome pós-laminectomia[carece de fontes?] (ou síndrome da falha cirúrgica da coluna).

## Nos Estados Unidos
Nos Estados Unidos, estima-se que o sistema Medicare gaste mais de trezentos milhões de dólares por ano em discectomias lombares.